# 中鱭魚屬
中鱭魚屬（有時也被誤稱為中臍魚），是已滅絕的乞丐鱼目魚類，化石大多發現於中國的浙江地區，推測廣泛分布於其生存時期的淡水水域。

## 分類學
中鱭魚屬最初由兩位動物學家秉志和閻敦健描述並發表，其屬名意為「中間的鯡魚」，這是因為當時兩位學者是將中鱭魚的化石和現生的鯡屬魚類進行比對，認為中鱭魚在分類上接近於鯡屬，因此被歸類至鯡科下；當時在該屬立了兩個物種，分別為壽昌中鱭魚（M. showchangensis）及圓頭中鱭魚（M. globicephala），前者得名自化石的發現地浙江省壽昌縣（現已併入建德市），後者則來自其輪廓稍圓的頭部。
兩位學者的報告發表後，各界對於中鱭魚在分類上的位置各持不同意見，主要分為兩派，一派認為應屬於薄鱗魚科（Leptolepidae），另一派則認為應歸類於寶刀魚科。而在發表中鱭魚的三十年後，中國古生物學家張彌曼根據這段時間內採集到的80多具中鱭魚化石，重新討論並檢視中鱭魚在分類上的爭議。雖然在這段期間正模標本已經遺失，但依據新採集到的化石，張彌曼認為中鱭魚的頭部感覺溝的系統構造比較接近真骨魚類，和薄鱗魚科的古鱈型構造明顯有異；此外薄鱗魚科的上枕骨和頂骨，以及背鰭的位置和構造也和中鱭魚有很大的差異。綜合以上幾點，以及和寶刀魚科的比對，張彌曼認為中鱭魚的構造應該較接近寶刀魚科，因此將中鱭魚歸類至當時被認為屬於等椎目（Isospondyli）的寶刀魚科。
在張彌曼的論文中同時亦探討了中鱭魚屬的兩個物種，秉志和閻敦健認為兩種中鱭魚除了頭部外形，且圓頭中鱭魚的胸鰭大於背鰭外，兩者大致上是相同的。但張彌曼表示，在後來採集到的化石中都未發現前述圓頭中鱭魚的兩個特徵；反觀原始發表論文的附圖，在圓頭中鱭魚的化石中，頭部前端和胸鰭遠端都有部分殘缺，顯示可能是化石保存上的不良以致誤判。因此根據發表順序，圓頭中鱭魚被視為壽昌中鱭魚的異名，而這個觀點至今仍被多數學者採用。
1994年，日本北九州市立自然與人類歷史博物館（北九州市立 いのちのたび博物館, KMNH）的魚類學家藪本美孝將一向被認為是中鱭魚近親的楚雄魚，與中鱭魚一同歸入乞丐魚目的楚雄魚科中。